# Johann-Georg Richert
Pour les articles homonymes, voir Richert.
Johann-Georg Richert (14 avril 1890 à Liebau — 30 janvier 1946 à Minsk en Biélorussie) est un Generalleutnant allemand au sein de la Heer dans la Wehrmacht pendant la Seconde Guerre mondiale.
Il a été récipiendaire de la croix de chevalier de la croix de fer avec feuilles de chêne. La croix de chevalier de la croix de fer et son grade supérieur, les feuilles de chêne, sont attribués en reconnaissance d'un acte d'une extrême bravoure ou d'un succès de commandement important du point de vue militaire.

## Biographie
Richert s'engage à l'automne 1909 dans le 44e régiment d'infanterie de l'armée prussienne en tant que porte-drapeau et est promu lieutenant en mars 1911. 
Johann-Georg Richert est capturé par les forces soviétiques le 8 mai 1945. Il est accusé et condamné pour crimes de guerre et exécuté par pendaison le 30 janvier 1946 à Minsk.

## Décorations
- Croix de fer (1914)
  - 2e classe
  - 1re classe
- Croix d'honneur
- Agrafe de la croix de fer (1939)
  - 2e classe
  - 1re classe
- Médaille du Front de l'Est
- Croix allemande en or (1er décembre 1941)
- Croix de chevalier de la croix de fer avec feuilles de chêne
  - Croix de chevalier le 17 mars 1944 en tant que Generalleutnant et commandant de la 35. Infanterie-Division[2]
  - 623e feuilles de chêne le 18 octobre 1944 en tant que Generalleutnant et commandant de la 35. Infanterie-Division[3]